# Alex Vinatzer
Alex Vinatzer (Bolzano, 22 september 1999) is een Italiaanse alpineskiër. Hij vertegenwoordigde zijn vaderland op de Olympische Winterspelen 2018 in Pyeongchang en op de Olympische Winterspelen 2022 in Peking.

## Carrière
Vinatzer maakte zijn wereldbekerdebuut in november 2017 in Levi. Tijdens de Olympische Winterspelen van 2018 in Pyeongchang wist hij niet te finishen op de slalom, in de landenwedstrijd eindigde hij samen met Federica Brignone, Chiara Costazza, Irene Curtoni, Stefano Gross en Riccardo Tonetti op de vijfde plaats. 
In december 2018 scoorde de Italiaan in Saalbach-Hinterglemm zijn eerste wereldbekerpunten. Op de wereldkampioenschappen alpineskiën 2019 in Åre eindigde Vinatzer als negentiende op de slalom, samen met Irene Curtoni, Lara Della Mea, Marta Bassino, Simon Maurberger en Riccardo Tonetti veroverde hij de bronzen medaille in de landenwedstrijd. In januari 2020 stond hij in Zagreb voor de eerste maal in zijn carrière op het podium van een wereldbekerwedstrijd. In Cortina d'Ampezzo nam de Italiaan deel aan de wereldkampioenschappen alpineskiën 2021. Op dit toernooi eindigde hij als vierde op de slalom. Tijdens de Olympische Winterspelen van 2022 in Peking wist Vinatzer niet te finishen op zowel de slalom als de reuzenslalom, in de landenwedstrijd eindigde hij samen met Luca de Aliprandini, Federica Brignone en Marta Bassino op de achtste plaats.
Op de wereldkampioenschappen alpineskiën 2023 in Courchevel behaalde hij de bronzen medaille op de slalom, daarnaast eindigde hij als dertiende op de parallelslalom. Samen met Lara Della Mea, Beatrice Sola en Filippo Della Vite eindigde hij als achtste in de landenwedstrijd.

## Resultaten

### Olympische Winterspelen
| Jaar | Plaats      | Onderdeel | Onderdeel | Onderdeel    | Onderdeel | Onderdeel         | Onderdeel    |
| Jaar | Plaats      | Afdaling  | Slalom    | Reuzenslalom | Super G   | Alpine combinatie | Parallelteam |
| ---- | ----------- | --------- | --------- | ------------ | --------- | ----------------- | ------------ |
| 2018 | Pyeongchang | –         | DNF       | –            | –         | –                 | 5e           |
| 2022 | Peking      | –         | DNF       | DNF          | –         | –                 | 8e           |

### Wereldkampioenschappen
| Jaar | Plaats            | Onderdeel | Onderdeel | Onderdeel    | Onderdeel | Onderdeel         | Onderdeel | Onderdeel    | Onderdeel |
| Jaar | Plaats            | Afdaling  | Slalom    | Reuzenslalom | Super G   | Alpine combinatie | Parallel  | Parallelteam |           |
| ---- | ----------------- | --------- | --------- | ------------ | --------- | ----------------- | --------- | ------------ | --------- |
| 2019 | Åre               | –         | 19e       | –            | –         | –                 |           | Brons        |           |
| 2021 | Cortina d'Ampezzo | –         | 4e        | –            | –         | –                 | –         | –            |           |
| 2023 | Courchevel        | –         | Brons     | DNF2         | –         | –                 | 13e       | 8e           |           |
| 2025 | Saalbach          | –         | DNF2      | 21e          | –         | Team DNF2         |           | Goud         |           |

### Wereldbeker
Eindklasseringen
| Seizoen   | Algm | SL  | RS  | PAR |
| --------- | ---- | --- | --- | --- |
| 2018/2019 | 94e  | 31e | –   |     |
| 2019/2020 | 49e  | 11e | –   | –   |
| 2020/2021 | 38e  | 13e | –   | –   |
| 2021/2022 | 35e  | 13e | –   | 13e |
| 2022/2023 | 48e  | 18e | 54e |     |
| 2023/2024 | 22e  | 18e | 16e |     |
| 2024/2025 | 32e  | 18e | 22e |     |